# Cerno
Cerno är ett samhälle i Bosnien och Hercegovina.   Det ligger i entiteten Federationen Bosnien och Hercegovina, i den södra delen av landet, 90 km sydväst om huvudstaden Sarajevo. Cerno ligger 145 meter över havet och antalet invånare är 393.
Terrängen runt Cerno är varierad. Närmaste större samhälle är Ljubuški, 6,5 km väster om Cerno. 
Runt Cerno är det ganska tätbefolkat, med 93 invånare per kvadratkilometer.